# Sosnowice (województwo małopolskie)
Sosnowice – wieś w Polsce położona w województwie małopolskim, w powiecie wadowickim, w gminie Brzeźnica, na Pogórzu Wielickim, na pn. wschód od Przytkowic.
Nazwa wsi pochodzi od osoby o imieniu lub przydomku Sosna. Teren wsi jest bezleśny, nie licząc skrawków zieleni w różnych punktach oraz jednego większego w północnej części. 
W latach 1975–1998 miejscowość położona była w województwie bielskim.

## Części wsi
| SIMC    | Nazwa     | Rodzaj    |
| ------- | --------- | --------- |
| 0048165 | Kopań     | część wsi |
| 0048171 | Podgrabie | część wsi |
| 0048188 | Podlas    | część wsi |
| 0048194 | Przyśnica | część wsi |
| 0048202 | Stawki    | część wsi |
| 0048219 | Strugi    | część wsi |
| 0048223 | Wspólna   | część wsi |

## Zabytki
Obiekt wpisany do rejestru zabytków nieruchomych województwa małopolskiego.
- Kościół filialny pw. Imienia Najświętszej Marii Panny, drzewostan.
Kościół wzniesiony w drugiej połowie XVI w. z fundacji rodziny Strzałów, właścicieli Sosnowic jako kościółek filialny parafii w Paszkówce. Wzmiankowany w aktach wizytacji biskupiej w 1598 roku jako sprofanowany grobami arian. Ołtarz główny, klasycystyczny, boczne – barokowe, płyta nagrobna jednego ze Strzałów, kamienna z płaskorzeźbioną postacią rycerza i herbami Kotwicz, Glaubicz i Gozdawa – renesansowa. Sygnaturka z 1733 roku[7].

Inne
- Neolityczna pracownia krzemieniarska[6].
- Stary dwór obronny, wzniesiony przez domorosłych cieślów.

## Sport
We wsi działa klub sportowy LKS „Płomień Sosnowice”. W 2022 r. klub brał udział w rozgrywkach klasy „B”, w grupie Wadowice II.